# Музей солом'яного мистецтва «Солом'яне диво»
Музей солом'яного мистецтва «Солом'яне диво» (с. Купичів, Ковельського р-н) — перший і єдиний в Україні музей солом'яного мистецтва при Купичівському ліцеї.
Музей був відкритий 30 червня 2008 року в рамках проведення Всеукраїнської творчої лабораторії майстрів солом'яного мистецтва «Солом'яний бичок», яка проходила у місті Луцьку та селі Купичів. Ініціатором створення музею була народна майстриня Марія Кравчук, яка стала його керівником.
Музей займає площу 69 м2, з яких 45 м2 виділено під експозицію. Фонд музею складається з 210 одиниць збереження, в тому числі — 166 предметів основного фонду, це роботи учасників студії «Житечко», Марії Василівни Кравчук та роботи майстрів з усього світу. Експозиційні розділи відображають історію соломоплетіння, види плетіння, етапи творчості Марії Кравчук та членів студії «Житечко», якою вона керує.
Відповідно до планів роботи школи музей постійно проводить тематичні виставки (виставка Новорічно-різдвяної атрибутики, акція «Дідух замість ялинки», виставка гуртків «Чого ми навчилися», районному та обласному звіті виробів декоративно-ужиткового мистецтва).
Адреса музею — 44852, Волинська обл., Ковельський р-н, с. Купичів, вул.Шкільна,1.